# Niššin (1939)
Niššin (japonsky 日進) byl nosič hydroplánů japonského císařského námořnictva. Ve službě byl v letech 1942–1943. Účastnil se druhé světové války, ve které byl roku 1943 potopen americkými letadly. Jednalo se o vylepšenou verzi předcházejícího nosiče Mizuho, se zesílenou výzbrojí, pohonným systémem a schopností nést miny.

## Stavba

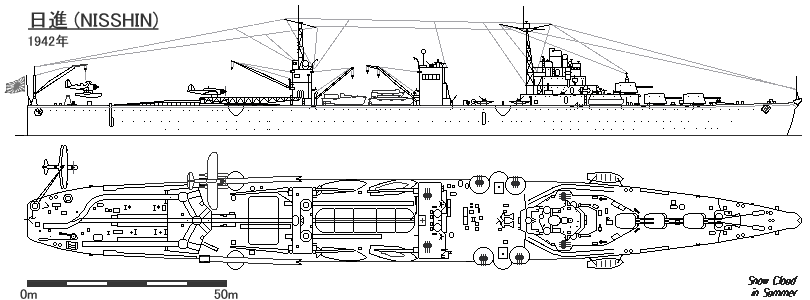
Ilustrace plavidla Niššin

Mizuho postavil Námořní arzenál Kure v Kure. Stavba byla zahájena 2. listopadu 1938, na vodu byla loď spuštěna 30. listopadu 1939 a dne 27. února 1942 byla přijata do služby.

## Konstrukce

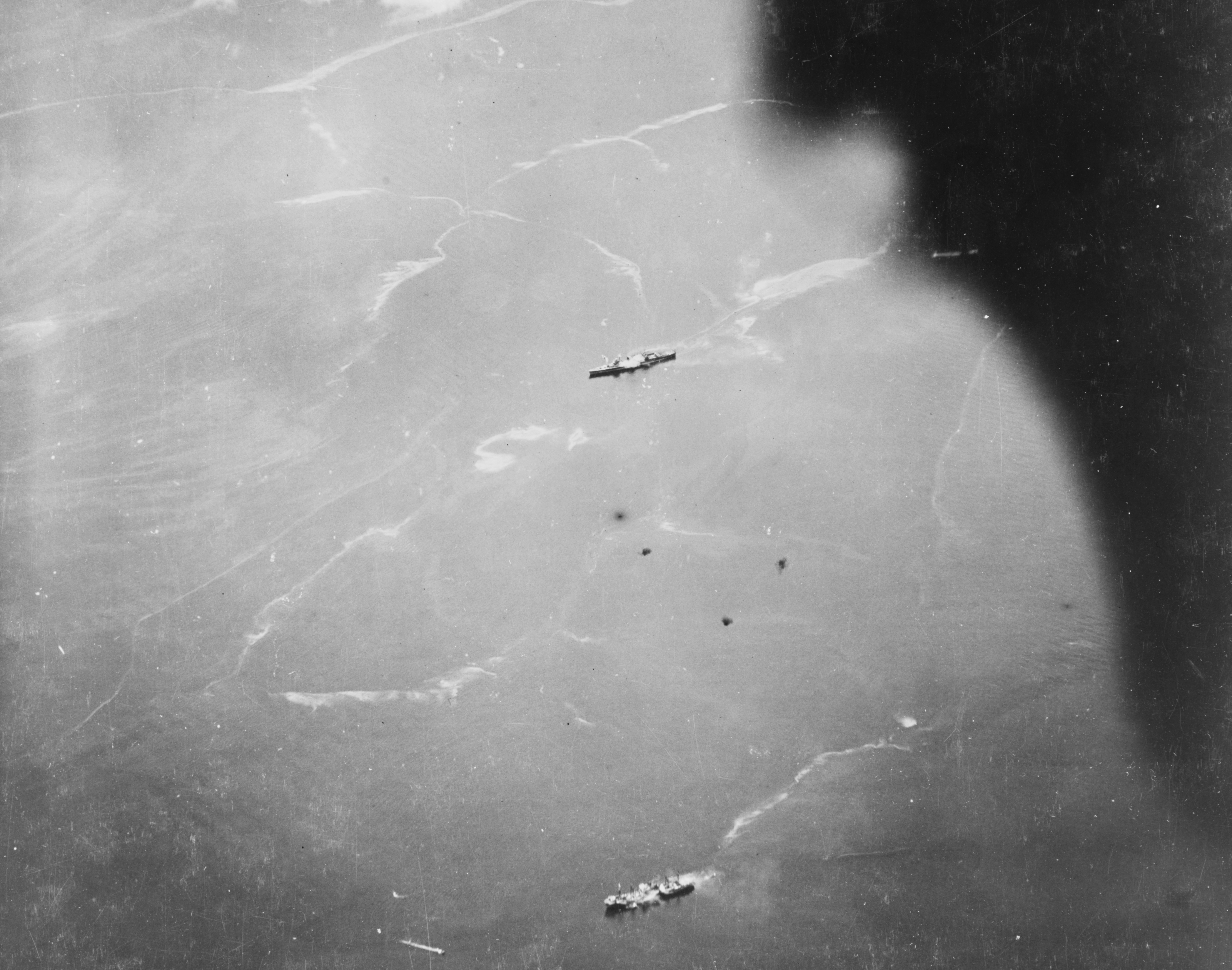
Niššin plující poblíž Bougainville

Výzbroj tvořilo šest 140mm kanónů typu 3. roku ve dvoudělových věžích a osmnáct 25mm kanónů typu 96. Neseno bylo až 20 hydroplánů, přičemž dalších pět tvořilo rezervu. Podpalubní hangár byl přístupný pomocí dvou výtahů. Loď byla vybaveny dvěma katapulty. Alternativně mohlo být neseno 12 letadel a 700 min. Pohonný systém tvořily dva diesely o výkonu 47 000 k, které poháněly dva lodní šrouby. Nejvyšší rychlost dosahovala 28 uzlů. Dosah byl 11 000 námořních mil při rychlosti 18 uzlů.

### Modifikace
V roce 1942 bylo plavidlo upraveno pro nesení 12 miniponorek typu A. Protiletadlová výzbroj byla posílena o další 25mm kanóny.

## Služba
Díky své rychlosti byla loď často využívána jako rychlý transport. V roce 1942 se účastnila bitvy u Midway. Později zapojila do tzv. tokijského expresu. Dne 3. října 1942 byla u Guadalcanalu poškozena americkými letadly. Dne 22. července 1943 byla poblíž Bougainville potopena americkými letadly.